# Mytholmroyd
Mytholmroyd (Aussprache [ˈmaɪðəmrɔɪd]) ist ein Ort in der Gemeinde Hebden Royd im Metropolitan Borough of Calderdale in West Yorkshire, England. Es liegt 1,2 Meilen (1,9 Kilometer) östlich von Hebden Bridge und 6,7 Meilen (10,8 Kilometer) westlich von Halifax. Mytholmroyd gehört zum Luddendenfoot Ward des Calderdale Metropolitan Borough in West Yorkshire.

## Etymologie
Im 13. Jahrhundert wurde Mytholmroyd als Mithomrode erstmals erwähnt. Der Name bezieht sich auf eine Rodungsstelle am Zusammenfluss zweier Flüsse und ist vom altenglischen (ge)mȳthum (gebeugte Form von (ge)mȳthe, „Flussmündung“) und rodu („Rodung, Feld“) abgeleitet. Das l wurde vermutlich irrtümlich mit Bezug auf das verbreitete altnordische holm („kleine Insel“) eingeschoben. Lokal ist der Ort kurz als Royd bekannt.

## Geographie
Mytholmroyd liegt im Tal des Flusses Calder auf der Ostseite der Pennines. In der Ortsmitte mündet der Elphin Brook in den Calder. Nördlich des Flusses verläuft der zwischen 1794 und 1802 erbaute Rochdale Canal.

## Geschichte
Im 18. Jahrhundert beherbergte das Cragg Vale, ein Tal südlich von Mytholmroyd eine Bande von Falschmünzern. Deren Anführer und zwei weitere Mitglieder wurden 1770 wegen Mordes an einem Steuerbeamten in York hingerichtet.
Mytholmroyd Urban District Council konstituierte sich 1894. 1937 schlossen sich Mytholmroyd und Hebden Bridge zum Hebden Royd Urban District Council zusammen. auf nächsthöherer Ebene unterstand Mytholmroyd bis 1972 dem West Riding County Council, der dann vom  West Yorkshire Metropolitan County Council abgelöst wurde. Seit 1972 bildet das Gebiet des Hebden Royd Town Council eine Gemeinde im Calderdale Metropolitan Borough.
2012 verursachte ein Hochwasser, das die Schutzwand an der Straße A646 durchbrach, Schäden im Ort. Auch das Hochwasser zu Weihnachten 2015 führte zu Überschwemmungen im Ort und Schäden an Bauten.

## Verkehr
Mytholmroyd hat eine Bahnstation mit zwei Bahnsteigen an der Calder Valley Line zwischen Leeds und Manchester Victoria.
Der den Ort durchquerende Rochdale Canal dient nach seiner Wiedereröffnung nur der Freizeitschifffahrt.
Die Straße A646 von Halifax nach Burnley durchquert den Ort auf ganzer Länge von Osten nach Westen. Die Straße B6138 verbindet Mytholmroyd nach Süden durch Cragg Vale mit der A58 von Sowerby Bridge nach Littleborough. Eine Straße von örtlicher Bedeutung führt in etwa nordöstlicher Richtung nach Midgley.
Busverkehr besteht unter anderem nach Cragg Vale, Rishworth, Huddersfield, Hebden Bridge, Rochdale, Halifax, Burnley, Todmorden und Sowerby Bridge.
Der nächstgelegene Flughafen ist Leeds Bradford International Airport.

## Kultur, Bildung und Sport
Jährlich findet in Mytholmroyd das Valley of Lights Festival statt. Kulturelle Veranstaltungen finden im St Michael’s Enterprise Centre, im Sport- und Freizeitzentrum und im Ted Hughes Theatre statt. Mytholmroyd Community Centre ist Gastgeber der jährlich im April stattfindenden Dock Pudding Championships (ein traditionelles Gericht aus Knöterichblättern, Hafer, Brennnesseln und Zwiebeln).
Mytholmroyd hat drei Schulen: Calder High School, Scout Road Primary School und Burnley Road Academy.
2014 lag Mytholmroyd an der Strecke der Tour de France und 2015 an der Strecke der Tour de Yorkshire.

## Persönlichkeiten
- Ted Hughes (1930–1998), Dichter und Schriftsteller, Poet Laureate
- Innes Ireland (1930–1993), Offizier, Ingenieur und Motorsportler